# Songs from the Chinese
Songs from the Chinese è un ciclo di canzoni per soprano o tenore e chitarra composto nel 1957 da Benjamin Britten (1913 – 76), e pubblicato come Op. 58.

## Storia
Consiste dell'ambientazione di sei poesie tradotte dall'originale cinese da Arthur Waley (1889 – 1966). È stato scritto per il tenore Peter Pears ed il chitarrista Julian Bream e dagli stessi interpretato per la prima volta.
Una esecuzione tipica richiede in genere circa 10 minuti. Le canzoni sono:
1. "The Big Chariot"
2. "The Old Lute"
3. "The Autumn Wind"
4. "The Herd-boy"
5. "Depression"
6. "Dance Song"

Nel 1959, il critico Jeremy Noble ha scritto "nel loro insieme, fanno una dichiarazione sulla vita (e in particolare sulla caducità della giovinezza e della bellezza) commovente e personale come l'ambientazione di Mahler dal testo cinese". (Le ambientazioni di Mahler sono quelle di Das Lied von der Erde.)